# Dierentuinvergunning
Een dierentuinvergunning is in Nederland wettelijk vereist indien een instantie tien of meer beschermde diersoorten houdt die meer dan zeven dagen per jaar aan  publiek worden vertoond. De vergunning is ook nodig voor vlindertuinen, musea en kinderboerderijen voor zover dieren worden vertoond. Circussen en dierenwinkels zijn vrijgesteld.

## Verstrekte dierentuinvergunningen
Hieronder volgt een lijst van dierentuinen en andere instanties met een dierentuinvergunning. Deze lijst is  sorteerbaar op aanvraagnummer voor een vergunning en op alfabetische naam van de organisatie. De lijst is bijgewerkt tot juli 2017.
| Vergunningnummer    | Naam organisatie                                    | Plaats              | Geldig vanaf     | Geldig tot |
| ------------------- | --------------------------------------------------- | ------------------- | ---------------- | ---------- |
| Dierentuin/2002/002 | Vlinderparadijs Papiliorama                         | Havelte             | 29 juli 2003     | n.v.t.     |
| Dierentuin/2002/003 | Ecomare                                             | De Koog             | 29 juli 2003     | n.v.t.     |
| Dierentuin/2002/005 | Zoo Parc Overloon                                   | Overloon            | 29 juli 2003     | n.v.t.     |
| Dierentuin/2002/007 | Zee Aquarium Bergen aan Zee                         | Bergen aan Zee      | 29 juli 2003     | n.v.t.     |
| Dierentuin/2002/009 | Ouwehands Dierenpark                                | Rhenen              | 29 juli 2003     | n.v.t.     |
| Dierentuin/2002/010 | Vogelpark Avifauna                                  | Alphen aan den Rijn | 29 juli 2003     | n.v.t.     |
| Dierentuin/2002/011 | Safaripark de Beekse Bergen                         | Hilvarenbeek        | 29 juli 2003     | n.v.t.     |
| Dierentuin/2002/012 | Dierenpark Amersfoort                               | Amersfoort          | 29 juli 2003     | n.v.t.     |
| Dierentuin/2002/013 | Stichting AAP                                       | Almere              | 29 juli 2003     | n.v.t.     |
| Dierentuin/2002/014 | Artis                                               | Amsterdam           | 29 juli 2003     | n.v.t.     |
| Dierentuin/2002/015 | Wonderwereld                                        | Ter Apel            | 29 juli 2003     | n.v.t.     |
| Dierentuin/2002/017 | Kabouterland                                        | Exloo               | 29 juli 2003     | n.v.t.     |
| Dierentuin/2002/019 | Kasteelpark Born                                    | Born                | 29 juli 2003     | n.v.t.     |
| Dierentuin/2002/020 | Diergaarde Blijdorp                                 | Rotterdam           | 29 juli 2003     | n.v.t.     |
| Dierentuin/2002/021 | Apenheul                                            | Apeldoorn           | 29 juli 2003     | n.v.t.     |
| Dierentuin/2002/022 | Dierenpark Emmen (Wildlands Adventure Zoo Emmen)    | Emmen               | 29 juli 2003     | n.v.t.     |
| Dierentuin/2002/023 | Bestzoo (voorheen Dierenpark De Vleut)              | Best                | 29 juli 2003     | n.v.t.     |
| Dierentuin/2002/024 | Reptielenzoo Iguana                                 | Vlissingen          | 29 juli 2003     | n.v.t.     |
| Dierentuin/2002/026 | Dierenpark De Oliemeulen                            | Tilburg             | 29 juli 2003     | n.v.t.     |
| Dierentuin/2002/027 | Taman Indonesia                                     | Kallenkote          | 29 juli 2003     | n.v.t.     |
| Dierentuin/2002/028 | Plaswijckpark                                       | Rotterdam           | 29 juli 2003     | n.v.t.     |
| Dierentuin/2002/029 | Sea Life Scheveningen                               | Scheveningen        | 29 juli 2003     | n.v.t.     |
| Dierentuin/2002/033 | Mondo Verde B.V.                                    | Landgraaf           | 29 juli 2003     | n.v.t.     |
| Dierentuin/2002/035 | Dolfinarium Harderwijk                              | Harderwijk          | 29 juli 2003     | n.v.t.     |
| Dierentuin/2002/038 | Vogelrevalidatiecentrum Zundert                     | Zundert             | 29 juli 2003     | n.v.t.     |
| Dierentuin/2002/042 | Burgers' Zoo                                        | Arnhem              | 29 juli 2003     | n.v.t.     |
| Dierentuin/2003/005 | Schildpaddencentrum                                 | Alphen aan den Rijn | 29 juli 2003     | n.v.t.     |
| Dierentuin/2003/006 | Artisklas Haarlem                                   | Haarlem             | 29 juli 2003     | n.v.t.     |
| Dierentuin/2003/007 | DoeZoo Insektenwereld                               | Leens               | 29 juli 2003     | n.v.t.     |
| Dierentuin/2003/009 | Aquariumvereniging "De Discus" (Aquazoo Leerdam)    | Leerdam             | 29 juli 2003     | n.v.t.     |
| Dierentuin/2003/030 | Dierenrijk                                          | Mierlo              | 14 oktober 2004  | n.v.t.     |
| Dierentuin/2002/034 | Delta Expo Beheer B.V.                              | Vrouwenpolder       | 2 november 2004  | n.v.t.     |
| Dierentuin/2004/001 | AquaZoo Friesland                                   | Leeuwarden          | 14 oktober 2004  | n.v.t.     |
| Dierentuin/2004/002 | Muzeeaquarium Delfzijl                              | Delfzijl            | 2 november 2004  | n.v.t.     |
| Dierentuin/2002/041 | Natuurcentrum Ameland                               | Nes                 | 10 november 2004 | n.v.t.     |
| Dierentuin/2003/031 | Informatiecentrum De Noordwester                    | Oost-Vlieland       | 26 november 2004 | n.v.t.     |
| Dierentuin/2004/003 | GaiaZOO                                             | Kerkrade            | 8 juli 2005      | n.v.t.     |
| Dierentuin/2005/003 | Vogelpark Ruinen                                    | Ruinen              | 29 mei 2006      | n.v.t.     |
| Dierentuin/2006/002 | Uilen- en Dierenpark De Paay                        | Beesd               | 4 december 2008  | n.v.t.     |
| Dierentuin/2007/003 | Vlinders aan de Vliet                               | Leidschendam        | 30 oktober 2008  | n.v.t.     |
| Dierentuin/2007/004 | Animal Farm                                         | Beverwijk           | 31 oktober 2007  | n.v.t.     |
| Dierentuin/2007/005 | Landgoed Hoenderdaell                               | Anna Paulowna       | 18 augustus 2008 | n.v.t.     |
| Dierentuin/2007/006 | Berkenhof Tropical Zoo                              | Langeweegje         | 26 augustus 2008 | n.v.t.     |
| Dierentuin/2008/002 | Dierenpark van Blanckendaell                        | Tuitjenhorn         | 21 november 2008 | n.v.t.     |
| Dierentuin/2008/003 | CNME Schothorst                                     | Amersfoort          | 28 mei 2010      | n.v.t.     |
| Dierentuin/2011/004 | Dierenpark Zie-ZOO                                  | Volkel              | 5 december 2011  | n.v.t.     |
| Dierentuin/2011/006 | Vlindertuin Vlindorado                              | Waarland            | 28 juni 2012     | n.v.t.     |
| Dierentuin/2011/008 | Texel ZOO (voorheen Eureka Orchideeën en Vogelbush) | Oosterend           | 9 augustus 2012  | n.v.t.     |
| Dierentuin/2011/009 | De Orchideeën Hoeve                                 | Luttelgeest         | 12 maart 2014    | n.v.t.     |
| Dierentuin/2012/002 | Reptielen- en Amfibieënhuis De Aarde                | Breda               | 27 juli 2012     | n.v.t.     |
| Dierentuin/2013/003 | Zoo Veldhoven                                       | Veldhoven           | 17 oktober 2013  | n.v.t.     |
| Dierentuin/2013/001 | Zeebad Huisduinen BV.                               | Huisduinen          | 14 juli 2015     | n.v.t.     |
| Dierentuin/2013/006 | Het Heijderbos                                      | Heijen              | 18 juli 2017     | n.v.t.     |
| Dierentuin/2015/003 | Avonturion                                          | 's-Gravenhage       | 5 september 2016 | n.v.t.     |
| Dierentuin/2015/004 | Almere Jungle                                       | Almere              | 18 oktober 2016  | n.v.t.     |
| Dierentuin/2016/009 | Aeres MBO Barneveld                                 | Barneveld           | 26 juli 2017     | n.v.t.     |
| Dierentuin/2016/004 | Vlindersafari / Friendly & Fair                     | Gemert              | 27 oktober 2017  | n.v.t.     |
| Dierentuin/2017/001 | Vlindertuin De Kas                                  | Zutphen             | 1 december 2017  | n.v.t.     |
| Dierentuin/2017/005 | Faunapark Flakkee                                   | Nieuwe-Tonge        | 28 juni 2018     | n.v.t.     |
| Dierentuin/2019/005 | Stichting Das & Boom                                | Beek-Ubbergen       | 17 maart 2020    | n.v.t.     |
| 5930022770165       | Hof van Eckberge                                    | Eibergen            | 22 april 2020    | n.v.t.     |

## Verlopen vergunningen
Enkele musea hadden in het verleden tijdelijk een dierentuinvergunning ten behoeve van tijdelijke tentoonstellingen. Natuurmuseum Fryslân en Naturalis hadden beide een tijdelijke vergunning voor de tentoonstelling GIF!.
| vergunningnummer    | naam organisatie                        | plaats           | oorzaak |
| ------------------- | --------------------------------------- | ---------------- | --- |
| Dierentuin/2016/001 | Botanische Tuinen Universiteit Utrecht  | Utrecht          | Verplaatsing van verschillende diersoorten in verband met verscherpte regelgeving.                                      |
| Dierentuin/2002/004 | Dierenpark Wissel                       | Epe              | Sluiting park/faillissement                                                                                             |
| Dierentuin/2002/006 | Het Arsenaal                            | Vlissingen       | Sluiting park |
| Dierentuin/2003/002 | Fazanterie de Rooie Hoeve               | Heeswijk-Dinther | Sluiting park |
| Dierentuin/2016/004 | Klein Costa Rica vlindertuin            | Someren          | Sluiting park |
| Dierentuin/2017/002 | Naturalis Biodiversity Center           | Leiden           | Tijdelijke vergunning ten behoeve van de tijdelijke dierententoonstelling GIF!.                                         |
| Dierentuin/2017/004 | Omnium Goes Tropisch bos                | Goes             | Plaats maken voor een onderwijsinstelling                                                                               |
| 5930023086971       | Stichting Fries Natuurhistorisch Museum | Leeuwarden       | Tijdelijke vergunning ten behoeve van de tijdelijke dierententoonstelling GIF! van 26 februari 2020 tot 1 februari 2022 |
| Dierentuin/2012/001 | Passiflorahoeve                         | Harskamp         | Sluiting park |